# Republika (indonezyjski dziennik)
Republika – indonezyjski dziennik. Właścicielem pisma jest przedsiębiorstwo Mahaka Media. Jego pierwszy numer ukazał się w 1993 roku. W wersji drukowanej ukazywał się do końca 2022 roku.
W 1995 roku uruchomiono pokrewny serwis internetowy – Republika Online (republika.co.id). Portal jest dostępny także w wersji anglojęzycznej (pod domeną en.republika.co.id).
W maju 2018 r. portal Republika.co.id był 53. stroną WWW w kraju pod względem popularności (według danych Alexa Internet).